# Gorica (Republika Serbska)
Gorica (cyr. Горица) – wieś w Bośni i Hercegowinie, w Republice Serbskiej, w gminie Šipovo. W 2013 roku liczyła 8 mieszkańców.